# گلنویل (آلاباما)
گلنویل (به انگلیسی: Glenville) یک منطقهٔ مسکونی در ایالات متحده آمریکا است که در آلاباما واقع شده‌است. گلنویل ۱۴۱٫۱۲ متر بالاتر از سطح دریا واقع شده‌است.